# 介玉涛
介玉涛，山西解州（今山西运城）人，是一名清朝政治人物。拔贡生出身。
介玉涛曾于1757年接替潘涵任嘉定县知县一职，1759年由纪澄中接任。